# Waldbahn von Gournósovo
| O&K Dampflok mit etwa 50 PS bei Gournósovo Hölzerne Trestle-Brücke |                     |                                                |                                                |
| Wanderweg auf der Trasse der Waldbahn |                     |                                                |                                                |
| Streckenlänge: | ca. 4,75 km         |                                                |                                                |
| Spurweite: | 600 mm (Schmalspur) |                                                |                                                |
| |                     |                                                |                                                |
| \| \| \| Kanelli-Wald δάσος Κανέλλη \| \| \| \| Temporär verlegte Zweigstrecken \| \| \| \| Abzw. nach Dordopoli und Drei Brunnen \| \| \| \| Metamorfosi Drazilovo Μεταμόρφωση Δραζίλοβο \| \| \| \| Agiasma Αγίασμα \| \| \| \| Wasserfall, Großer Bach καταρράκτης, Μέγα Ρέμα \| \| \| \| Kamenik-Bach γεφύρια \| \| \| \| Tunnel Γαλαρία \| \| \| \| Seilbahnstation Gournósovo Γκουρνόσοβο \| \| \| \| Materialseilbahn \| \| \| \| Seilbahnstation Lefkadia Λευκάδια \| \| \| \| Normalspurbahn \| |                     |                                                |                                                |
| |                     | Kanelli-Wald δάσος Κανέλλη                     |                                                |
| Strecke (außer Betrieb) |                     | Temporär verlegte Zweigstrecken                | Temporär verlegte Zweigstrecken                |
| Strecke nach links (außer Betrieb) · Abzweig geradeaus und von rechts (Strecke außer Betrieb) |                     | Abzw. nach Dordopoli und Drei Brunnen          | Abzw. nach Dordopoli und Drei Brunnen          |
| Haltepunkt / Haltestelle (Strecke außer Betrieb) |                     | Metamorfosi Drazilovo Μεταμόρφωση Δραζίλοβο    | Metamorfosi Drazilovo Μεταμόρφωση Δραζίλοβο    |
| Haltepunkt / Haltestelle (Strecke außer Betrieb) |                     | Agiasma Αγίασμα                                | Agiasma Αγίασμα                                |
| Brücke über Wasserlauf (Strecke außer Betrieb) |                     | Wasserfall, Großer Bach καταρράκτης, Μέγα Ρέμα | Wasserfall, Großer Bach καταρράκτης, Μέγα Ρέμα |
| Brücke über Wasserlauf (Strecke außer Betrieb) |                     | Kamenik-Bach γεφύρια                           | Kamenik-Bach γεφύρια                           |
| Tunnel (Strecke außer Betrieb) |                     | Tunnel Γαλαρία                                 | Tunnel Γαλαρία                                 |
| Bahnhof (Strecke außer Betrieb) |                     | Seilbahnstation Gournósovo Γκουρνόσοβο         | Seilbahnstation Gournósovo Γκουρνόσοβο         |
| |                     | Materialseilbahn                               |                                                |
| Kopfbahnhof Streckenende (Strecke außer Betrieb) |                     | Seilbahnstation Lefkadia Λευκάδια              | Seilbahnstation Lefkadia Λευκάδια              |
| Bahnhof quer |                     | Normalspurbahn                                 | Normalspurbahn                                 |

Die Waldbahn von Gournósovo war eine Schmalspurbahn in der Gemeinde Naoussa in Griechenland, die von 1906 bis 1922 betrieben wurde.

## Vorgeschichte
Albanischstämmige Forstarbeiter und Holzverarbeiter, die in Naoussa Arvaniten genannt wurden, bewirtschafteten den Wald auf dem Vermio-Gebirge seit 1840 zuerst in Seli und dann in Gournósovo. Sie waren zuvor aus den Dörfern Darda (albanisch Dardhë) und Zitsista (albanisch Ziçisht) in einer Höhe von 1300 m auf dem Berg Morava (auch Morova) in der Gegend von Korça (albanisch auch Korçë) auf den Vermio umgesiedelt, nachdem sie von den Türken verfolgt worden waren. Das Sägewerk von Elias Pazis belieferte den türkischen Staat mit Holzschwellen für den Bau der Eisenbahnstrecke Thessaloniki-Bitola. Ein weiteres Produkt waren große Mengen Holzkohle, die von verschiedenen Händlern von Naoussa aus mit der Eisenbahn in andere Städte transportiert wurde.

## Geschichte
Die umgangssprachlich Decauville (ντεκοβίλ) genannte Waldbahn und das Sägewerk wurden von der Millars Timber & Trading Company Limited gebaut und betrieben. Die englische Firma hatte den Kanelli-Wald von 1904 bis 1924 für 20 Jahre gepachtet und Paschalis Ioannou als Manager und Stathis Goulas als Sekretär eingestellt. Deren erste Aufgabe bestand darin, eine Ziegelei zu errichten, um einstöckige Flachbauten für Mitarbeiter (Arbeiter, Holzfäller, Spediteure usw.) zu bauen, da die Forstwirtschaft insgesamt etwa 5.000 Menschen beschäftigte. Zur gleichen Zeit begannen die englischen Ingenieure die Schmalspurbahnstrecken zu bauen, die schließlich den gesamten Wald erschlossen.

## Streckenverlauf
Die Waldbahn führte vom Kanelli-Wald (δάσος Κανέλλη) in der Nähe der Drei Fünf Brunnen (Τρία Πέντε Πηγάδια) über den Kamenik-Bach, durch den Decauville-Tunnel und über zwei Flussbrücken zum Gournósovo-Sägewerk auf einer Höhe von 1050 m, von wo aus das Schnittholz mit einer Materialseilbahn zum Bahnhof der staatlichen Normalspurbahn beim heutigen Lefkadia (Λευκάδια) gebracht wurde.
Die mit der Waldbahn erreichbaren Waldgebiete hießen Gournósovo (Γουρνόσοβο), Metamórfosi (Μεταμόρφωση), Galaría (Γαλαρία), Pigí Pétsou (Πηγή Πέτσου), Bámpes (Μπάμπες), Gefyroúdia (Γεφυρούδια), Ntorntópoli (Ντορντόπολη) sowie Psalídia (Ψαλίδια), Trisákouli (Τρισάκουλη), Lagatári (Λαγατάρι), Tsái–Vráchoi Korákon (Τσάι–Βράχοι Κοράκων), Kapsoúra (Καψούρα) und Pigí Tsoutsioulínka (Πηγή Τσουτσιουλίγκα). Die entferntesten Stellen der Strecke waren Kapsoúra (Καψούρα), der Tovaritsi-Wald (Τοβαρίτσι) an der Grenze von Pella sowie temporär verlegte fliegende Gleise (γραμμές) nach Dordopoli (Ντορντόπολη) und Drei Quellen (Τρία Πηγάδια).

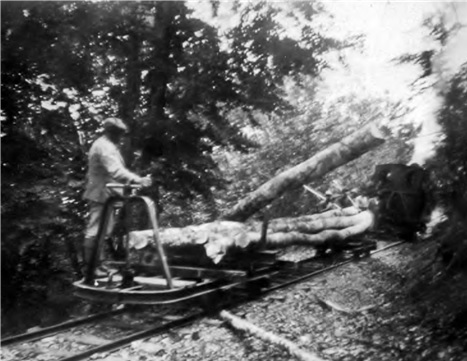
Bahnbetrieb für den Langholztransport
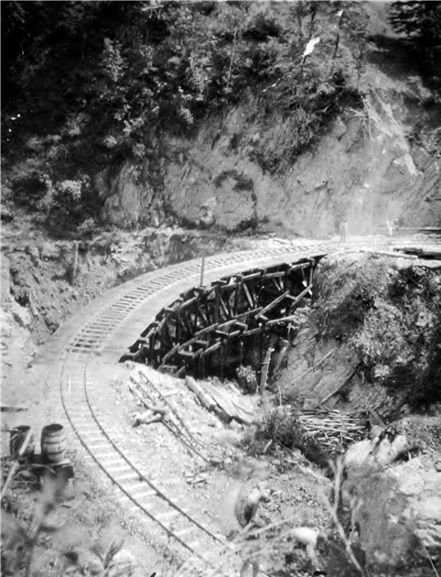
Staika-Brücke
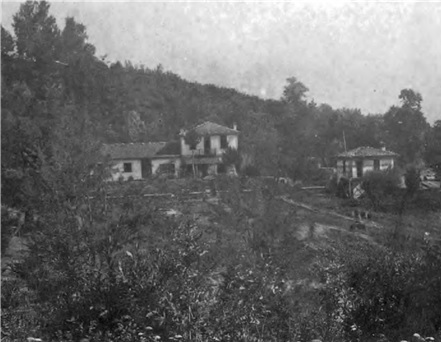
Das Weiße Haus der Kanelli-Familie in Italika

Die Materialseilbahn führte von Gournósovo (Γουρνόσοβο) über Perisióri (Περισιόρι), Koúla (Κούλα), Plákes (Πλάκες), Vigla (Βίγλα) nach Golisiani (Γκολισιάνι) beim heutigen Lefkadia (Λευκάδια). Einige Fundamente der Stützpfeiler der Materialseilbahn sind heute(2015) noch an verschiedenen Stellen erhalten, z. B. in Perisiori (Περισιόρι), in Vigla (Βίγλα) und unterhalb des Prodromos-Klosters (μονή Προδρόμου).

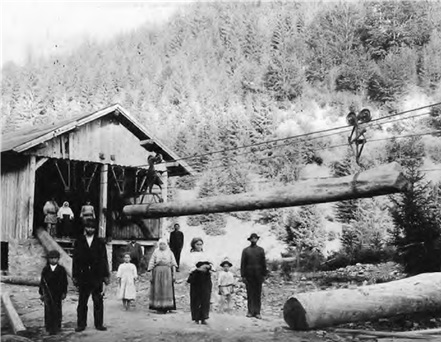
Bergstation der Materialseilbahn in Gournósovo
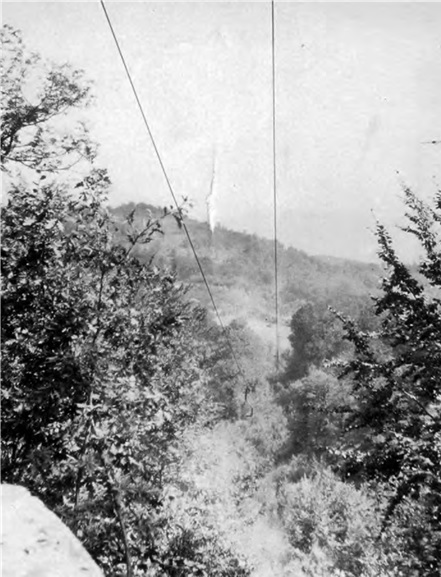
Materialseilbahn
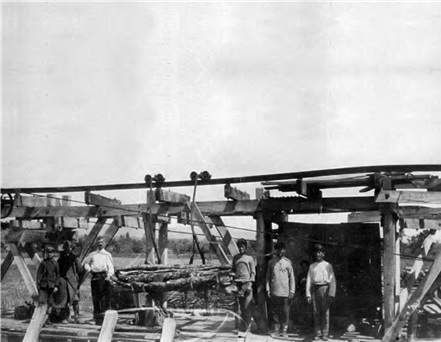
Talstation der Materialseilbahn bei Lefkadia